# 卡拉波區
13°50′14″S 74°18′57″W / 13.8371°S 74.3157°W
卡拉波區（西班牙語：Distrito de Carapo），是秘魯的一個區，位於該國中南部阿亞庫喬大區的萬卡桑科斯省，始建於1857年1月2日，面積241.3平方公里，海拔高度3,188米，2005年人口2,548，人口密度每平方公里11人。